# 伊·班·埃紐爾
伊·班·埃紐爾（Y Bham Enuol，1923年—1975年4月20日），埃地族人，越南官員、政治運動家。
出生在多樂省邦美蜀。1958年5月1日，他成立巴加拉伽，謀求西原地區的少數民族自治。此組織是被壓制民族鬥爭統一戰線（FULRO）的前身，該組織在越戰中扮演重要角色。後來，他被選為FULRO的主席。
1964年9月20日，他被捕，並被驅逐到柬埔寨 。此後他居住在金邊。1975年4月17日紅色高棉佔領金邊的時候，他及其他FULRO的領導人前往法國大使館尋求避難，但在20日的時候被紅色高棉帶離大使館，隨後全部處決。然而，FULRO的成員們不知道他們的死訊，直到17年後才由納特·塞耶告訴該組織 。